# Confederação Brasileira de Skate
A Confederação Brasileira de Skate (CBSk) é a entidade que regulamenta as normas e políticas voltadas ao desenvolvimento do skate (skateboard) no território brasileiro. Ela tem como finalidade divulgar, desenvolver, difundir e organizar o esporte, além de representá-lo no Brasil perante os poderes públicos (municipal, estadual e federal) e a sociedade organizada (empresas, ONGs, fundações, associações e federações).

## História

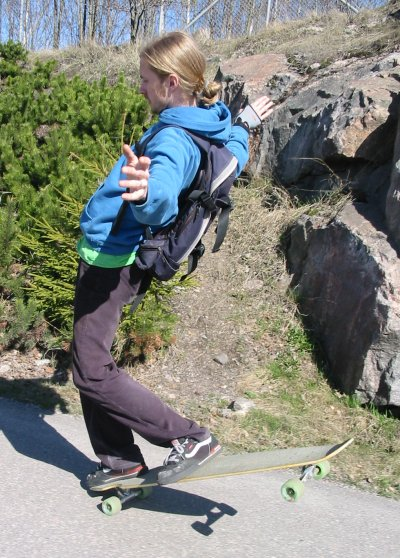
Longboard, manobra: Nose Wheelie

A CBSk foi fundada em 06 de março de 1999 em Curitiba, Paraná, e hoje tem sede na cidade de São Paulo. O atual  quadro de diretores da Confederação é todo formado por skatistas que viveram suas vidas andando de skate e sonharam um dia vê-lo como um esporte estruturado.  São pessoas que, andando e trabalhando a mais de 20 anos com Skate, contribuíram e continuam contribuindo para o desenvolvimento do skate. Enfim, são agentes de transformação, que participaram e participam da história do skate no Brasil.
A diretoria da CBSk para o quadriênio 2015/2018, passa a ser constituída por:
Marcelo Santos - Presidente;
Edson Scander - Vice Presidente;
Christopher Beppler - Diretor Financeiro; 
Júlio Detefon - Diretor de Comunicação; 
Fernando Tassara - Diretor Jurídico e 
Adilson Stadler – Secretário

## Filiadas
- Federação de Skate do Estado da Bahia (FESEB)
- Federação Cearense de SkateBoard  (FESK) fesk.fortal.br
- Federação de Skate do Distrito Federal (FSKTDF)
- Associação Capixaba de Skate (ACSK)
- Federação Maranhense de Skate (FMS)
- Federação Paraense de Skate (FPSK)
- Federação de Skate do Paraná (FSP)
- Federação de Skateboard do Estado do Rio de Janeiro (FASERJ)
- Federação Gaúcha de Skate (FGSKT)
- Federação Catarinense de Skate (FCS)
- Federação Paulista de Skate (FPS)
- Federação Piauiense de Skaterboard (FEPISk)
- Associação Feminina de Skate (AFSK)
- Associação de Skate Londrinense (ASKL)
- Associação Porto-alegrense de Skate (APAS)